# 시로다군 (비엘코폴스카주)

비엘코폴스카주 지도에 표시된 시로다군의 위치

시로다군(폴란드어: powiat średzki)은 폴란드 비엘코폴스카주에 위치한 군으로 군청 소재지는 시로다비엘코폴스카이며 면적은 623.18km2, 인구는 54,568명(2006년 기준), 인구 밀도는 88명/km2이다.
동쪽으로는 브제시니아군, 남쪽으로는 야로친군, 남서쪽으로는 시렘군, 북서쪽으로는 포즈난군과 접한다. 5개 지방 자치체(1개 도시형 농촌, 4개 농촌)를 관할한다.

군기
군 문장